# منتخب الفلبين لكرة الأرض للرجال
منتخب الفلبين لكرة الأرض للرجال (بالإنجليزية: Philippines men's national floorball team)‏ هو ممثل الفلبين الرسمي في المنافسات الدولية في كرة الأرض
.

## وصلات خارجية
- الموقع الرسمي